# Lorena Aires
Lorena Aires (* 8. August 1995 in Cerro de Montevideo) ist eine uruguayische Leichtathletin.

## Karriere
Aires ist die Tochter des ehemaligen Fußballtorhüters Carlos Aires (u. a. Club Atlético Cerro, Rampla Juniors). Sie ist sowohl im Hochsprung, im Weitsprung, im Dreisprung und im Kugelstoßen als auch auf der 100-Meter-Hürdenstrecke aktiv. Bei den Uruguayischen Meisterschaften 2011 gewann sie jeweils den Titel im Hochsprung, im Weitsprung und im Dreisprung. Über 100 Meter Hürden holte sie die Bronzemedaille. Im März 2014 nahm mit der uruguayischen Mannschaft an den Südamerikaspielen 2014 in Santiago teil. Dort übersprang sie 1,73 Meter und belegte mit im Hochsprung den 5. Rang. Im August gewann sie bei den Uruguayischen Meisterschaften 2014 Silber im Weitsprung, belegte den 5. Platz im Kugelstoßen und wurde Meister mit der 4-mal-100-Meter-Staffel und im Hochsprung. Dabei stellte sie am 30. August 2014 mit 1,75 Metern einen uruguayischen U20-Rekord auf, der ebenso nach wie vor (Stand: 15. Juni 2015) als nationale Bestmarke Gültigkeit besitzt wie ihr im Folgejahr aufgestellter uruguayischer Hochsprungrekord. Diesen hat sie seit dem 27. März 2015 mit übersprungenen 1,76 Metern inne. Den Rekord stellte sie beim zweiten Grand Prix Sudamericano in Buenos Aires auf, bei dem sie die Silbermedaille gewann.

## Erfolge
- Uruguayischer Meister 2011 – Hochsprung, Weitsprung, Dreisprung
- Uruguayischer Meister 2014 – Hochsprung, 4 × 100-m-Staffel

## Persönliche Bestleistungen
- Hochsprung: 1,76 Meter, 27. März 2015, Buenos Aires[1]